# لوسي فيشر
لوسي فيشر (بالإنجليزية: Lucy Fisher)‏ هي منتجة أفلام أمريكية، ولدت في 2 أكتوبر 1949 في إنغلوود في الولايات المتحدة.

## وصلات خارجية
- لوسي فيشر على موقع IMDb (الإنجليزية)
- لوسي فيشر على موقع ميوزك برينز (الإنجليزية)
- لوسي فيشر على موقع بوكس أوفيس موجو (الإنجليزية)
- لوسي فيشر على موقع قاعدة بيانات الفيلم (الإنجليزية)